# Dieter Duwendag
Dieter Duwendag (* 28. Januar 1938 in Hamburg; † 29. Juli 2022) war ein deutscher Ökonom.

## Leben
Von 1958 bis 1962 studierte er Betriebs- und Volkswirtschaftslehre an den Universitäten Hamburg und Münster mit Diplomprüfung für Kaufleute 1962 an der Universität Münster). Von 1962 bis 1969 war er wissenschaftlicher Assistent  am Lehrstuhl/Abteilungsleiter im Institut für Siedlungs- und Wohnungswesen der Universität Münster. Nach der Promotion 1965 zum Dr. rer. pol. in (Betriebswirtschaftslehre an der Universität Münster hatte er 1969/1970 ein Habilitationsstipendium der Deutschen Forschungsgemeinschaft. Nach der Habilitation 1970 und Venia Legendi für Volkswirtschaftslehre, Universität Münster, erhielt er 1971 den Ruf auf die Professur für Volkswirtschaftslehre an der Universität zu Köln, 1972 den Ruf auf den Lehrstuhl für Empirische Makroökonomie der Universität Dortmund (abgelehnt) und 1972 den Ruf auf den Lehrstuhl für Wirtschaftliche Staatswissenschaften, insb. Allgemeine Volkswirtschaftslehre, Wirtschaftspolitik der DHV Speyer. Ab 1972 war er ordentliches Mitglied des Deutschen Forschungsinstituts für öffentliche Verwaltung an der DHV Speyer. Von 1978 bis 1982 war er Rektor bzw. Prorektor der Deutschen Hochschule für Verwaltungswissenschaften Speyer. Seit 2004 war er emeritierter Universitätsprofessor für Wirtschaftliche Staatswissenschaften, insbes. Allgemeine Volkswirtschaftslehre, Wirtschaftspolitik an der DHV-Speyer.
Duwendag war Mitunterzeichner des eurokritischen Manifests Die währungspolitischen Beschlüsse von Maastricht: Eine Gefahr für Europa (1992).

## Schriften (Auswahl)
- Wem gehört der Boden in der Bundesrepublik Deutschland?. Bonn 1974, ISBN 3-87169-220-4.
- Staatsverschuldung – Notwendigkeit und Gefahren. Baden-Baden 1983, ISBN 3-7890-0846-X.
- mit Karl-Heinz Ketterer, Wim Kösters, Rüdiger Pohl und Diethard B. Simmert: Geldtheorie und Geldpolitik. Eine problemorientierte Einführung mit einem Kompendium bankstatistischer Fachbegriffe. Köln 1985, ISBN 3-7663-0580-8.
- Globalisierung im Kreuzfeuer der Kritik. Gewinner und Verlierer – globale Finanzmärkte – supranationale Organisationen – Job-Exporte. Baden-Baden 2006, ISBN 3-8329-1800-0.